# Trapt
Trapt es una banda estadounidense de rock originaria de Los Gatos, California, pero actualmente está establecida en Vancouver, Columbia Británica en Canadá. La banda es más conocida por su sencillo «Headstrong» (2002).

## Historia
Trapt fue formada en 1995 con Chris Taylor Brown en voces, Simon Ormandy en guitarra, Peter Charell en el bajo y David Stege en batería. Tiempo después grabaron 2 discos (Amalgamation y Glimpse) vendiéndolos cuando tocaban en sus reuniones locales. La banda tuvo gran acogida y empezó su éxito.
Después la banda firmó con Warner Bros. Records y empezaron a grabar su álbum debut. Robin Diaz reemplazó al batería David Siege (Diaz luego fue reemplazado por el actual batería Aaron Montgomery) también se cambiaron a Vancouver, donde establecieron su base de operaciones. El 22 de noviembre de 2002 lanzaron su disco homónimo llamado Trapt, el disco produjo 3 sencillos, "Headstrong" que llegó al número 1 del US Modern Rock y del US Mainstream Rock y #16 del US Hot 100 de la Billboard, este fue su sencillo más exitoso y convirtiéndose en el tema del evento de la WWE Bad Blood en junio de 2003. El segundo sencillo fue "Still Frame" que llegó al #1 del US Modern Rock y #3 del US Mainstream Rock. El tercer sencillo fue "Echo" (que en el video sale Michelle Trachtenberg) llegó al #10 del US Modern Rock. El disco fue certificado como Disco de Platino por la RIAA.
Su siguiente lanzamiento fue un EP de 3 canciones el 30 de marzo de 2004, que incluye versiones en vivo de "Made of Glass" y de "Echo", como también una canción anterior no escuchada llamada "Promise".
Su segundo lanzamiento importante fue el disco "Someone on Control" que fue lanzado el 13 de septiembre de 2004. Este produjo 2 sencillos que fueron "Stand Up", "Waiting" y "Disconnected (Out of Touch)". Pero eston no tuvieron el mismo éxito que los del primer disco. "Stand Up" llegó al #3 del US Mainstream Rock.
Temprano en el 2006 la banda realizó un tour con Nickelback, Chevelle y Three Days Grace.
Su disco en vivo llamado Trapt Live! fue lanzado el 17 de septiembre de 2007. Este contiene 2 nuevas canciones de estudio ("Stay Alive" y "Everything to Lose") como 9 canciones en vivo de los discos anteriores. Los nuevos sencillos "Stay Alive" y "Everything To Lose" están ahora en su página de MySpace.
El 7 de marzo de 2008 fue anunciado que el guitarristra líder Simon Ormandy dejaba la banda.
El 8 de marzo de 2008 Trapt lanzó en su sitio de internet su sencillo titulado "Who's Going Home with You Tonight" de su próximo disco llamado "Only Through the Pain". La banda también ha posteado 4 temas más, que son "Black Rose", "Contagious", "Wasteland", y "Ready When You Are".
El 15 de abril de 2008 Trapt anunció que será parte del tour de Mötley Crüe llamado Cruefest junto con Papa Roach, Buckcherry y Sixx:A.M.. El tour tomará lugar el primero de julio comenzando en West Palm Beach, Florida.
El 10 de junio Trapt lanza su sencillo "Who's Going Home With You Tonight?", para el cual también grabaron un video musical. La canción está disponible también en I-Tunes (solo EE.UU).
El 27 de junio fue anunciado que "Who's Going Home With You Tonight?" será parte de un contenido semanal descargable para el videojuego de Harmonix llamado Rock Band.
En 2010 la banda publicó su cuarto álbum No Apologies del cual se realizaron dos sencillos: "Sound Off" y "End of my Rope"

## Discografía

### Álbumes de estudio
| Año  | Detalles Álbum                                                     |
| ---- | ------------------------------------------------------------------ |
| 2002 | Trapt - Etiqueta: Warner Bros. - Formato: CD                       |
| 2005 | Someone in Control - Etiqueta: Warner Bros. - Formato: CD          |
| 2008 | Only Through the Pain - Etiqueta: Eleven Seven Music - Formato: CD |
| 2010 | No Apologies - Etiqueta: Eleven Seven Music - Formato: CD          |
| 2013 | Reborn - Etiqueta: (Independiente) - Formato: CD                   |
| 2016 | DNA (álbum) - Etiqueta: (Independiente) - Formato: CD              |
| 2020 | Shadow Work - Etiqueta: The Label Group - Formato: CD              |

### Álbumes en vivo
| Año  | Detalles Álbum                                                               |
| ---- | ---------------------------------------------------------------------------- |
| 2007 | Trapt Live! - Lanzamiento: 2007 - Etiqueta: Eleven Seven Music - Formato: CD |

### EP
| Año  | Detalles Álbum                                                       |
| ---- | -------------------------------------------------------------------- |
| 2000 | Glimpse EP - Lanzamiento: 2000 - Etiqueta: Independent - Formato: CD |
| 2004 | Trapt EP - Lanzamiento: 2004 - Etiqueta: Warner Bros. - Formato: CD  |

### Sencillos
| Año  | Título                               | Posición en Listas | Posición en Listas | Posición en Listas | Álbum |                       |
| Año  | Título                               | US Hot 100         | US Modern Rock     | US Mainstream Rock | Álbum | US Rock               |
| ---- | ------------------------------------ | ------------------ | ------------------ | ------------------ | ----- | --------------------- |
| 2002 | "Headstrong"                         | 16                 | 1                  | 1                  | –     | Trapt                 |
| 2003 | "Still Frame"                        | 69                 | 3                  | 1                  | –     | Trapt                 |
| 2004 | "Echo"                               | 125                | 10                 | 13                 | –     | Trapt                 |
| 2005 | "Stand Up"                           | 104                | 17                 | 3                  | –     | Someone in Control    |
| 2006 | "Waiting"                            | –                  | 27                 | 20                 | –     | Someone in Control    |
| 2006 | "Disconnected (Out of Touch)"        | –                  | –                  | 24                 | –     | Someone in Control    |
| 2007 | "Stay Alive"                         | –                  | –                  | –                  | –     | Trapt Live!           |
| 2008 | "Who's Going Home With You Tonight?" | –                  | 31                 | 11                 | –     | Only Through the Pain |
| 2009 | "Contagious"                         | –                  | –                  | 16                 | 36    | Only Through the Pain |
| 2010 | "Sound Off"                          | –                  | –                  | –                  | –     | No Apologies          |
| 2011 | "End of my Rope"                     | –                  | –                  | –                  | –     | No Apologies          |

### Video álbumes
| Año  | Detalles Álbum                                                                                     |
| ---- | -------------------------------------------------------------------------------------------------- |
| 2009 | Crüe Fest - Lanzamiento: 24 de marzo de 2009 - Etiqueta: Mötley, Eleven Seven Music - Formato: DVD |

## Miembros actuales
- Chris Taylor Brown – vocalista, guitarra rítmica (1997–presente)
- Ty Fury – guitarra líder, coros (2014–presente)
- Pete Charell – bajo (1997–presente)
- Dylan Thomas Howard– batería, percusión(2012–presente)